# 双葉ジャンクション
双葉ジャンクション（ふたばジャンクション）は、山梨県甲斐市にある中央自動車道と中部横断自動車道（静岡・山梨区間）を繋ぐジャンクション (JCT) である。
ジャンクションの構造はY字型であり、中央道から分岐する形で中部横断道が接続している。中央道本線と交差するランプは、高架橋により本線をオーバーパスする構造になっている。
なお、中部横断道は北杜市旧長坂町地区までを中央道と重複して、長坂JCTから長野県佐久市へと向かう計画になっている。

## 歴史
- 2002年（平成14年）3月30日：中部横断道白根インターチェンジ (IC) - 双葉JCT間開通に伴い、供用開始[1]。
- 2009年（平成21年）11月21日：双葉スマートインターチェンジ (SIC) のフルインター化に伴い、当JCT番号が「15-2」に変更される。

## 接続する道路

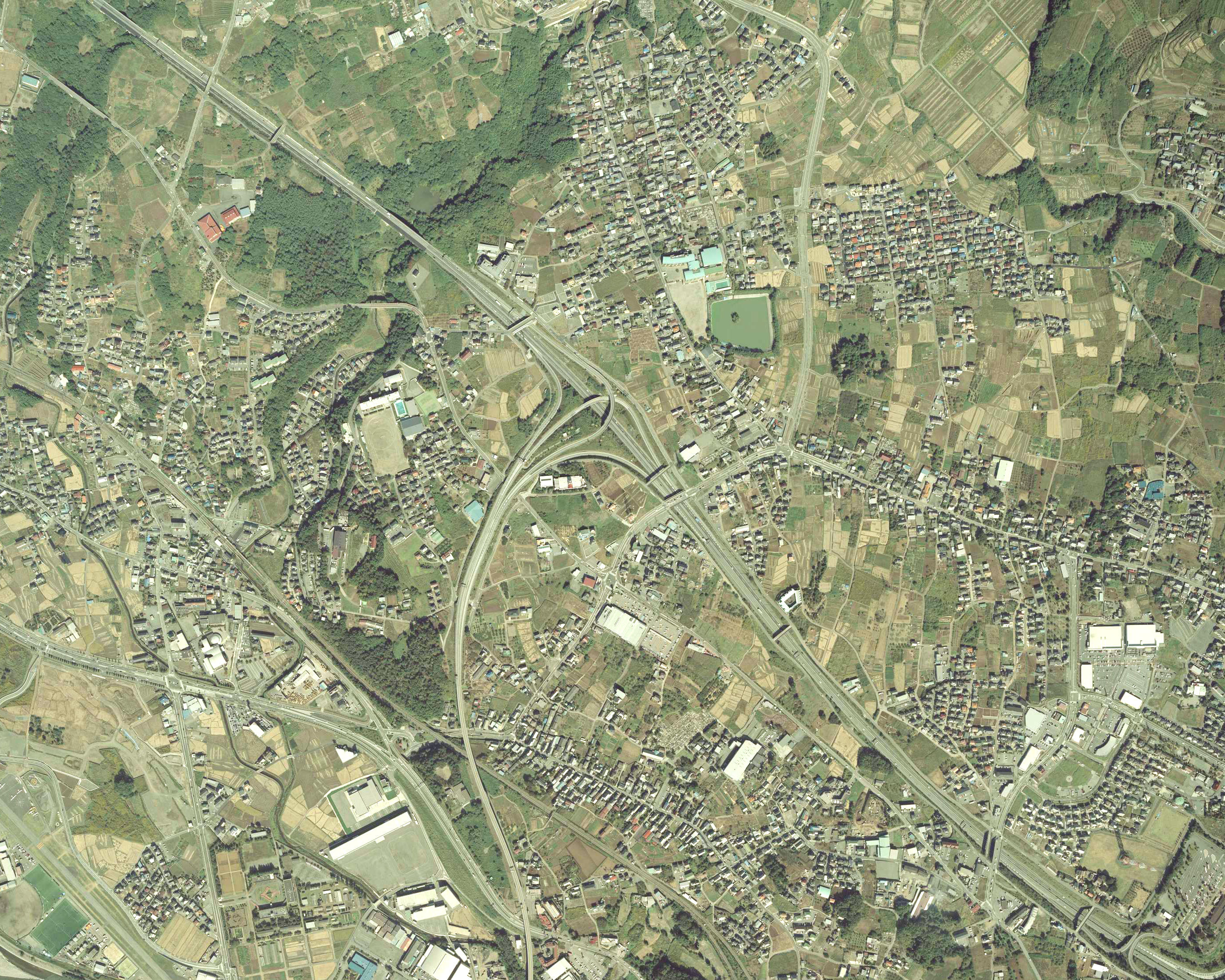
双葉ジャンクション周辺の空中写真。
。
（2007年10月21日撮影の画像を使用作成。）

- E20 中央自動車道 (15-2)
- E52 中部横断自動車道 (15-2)

## 双葉バスストップ

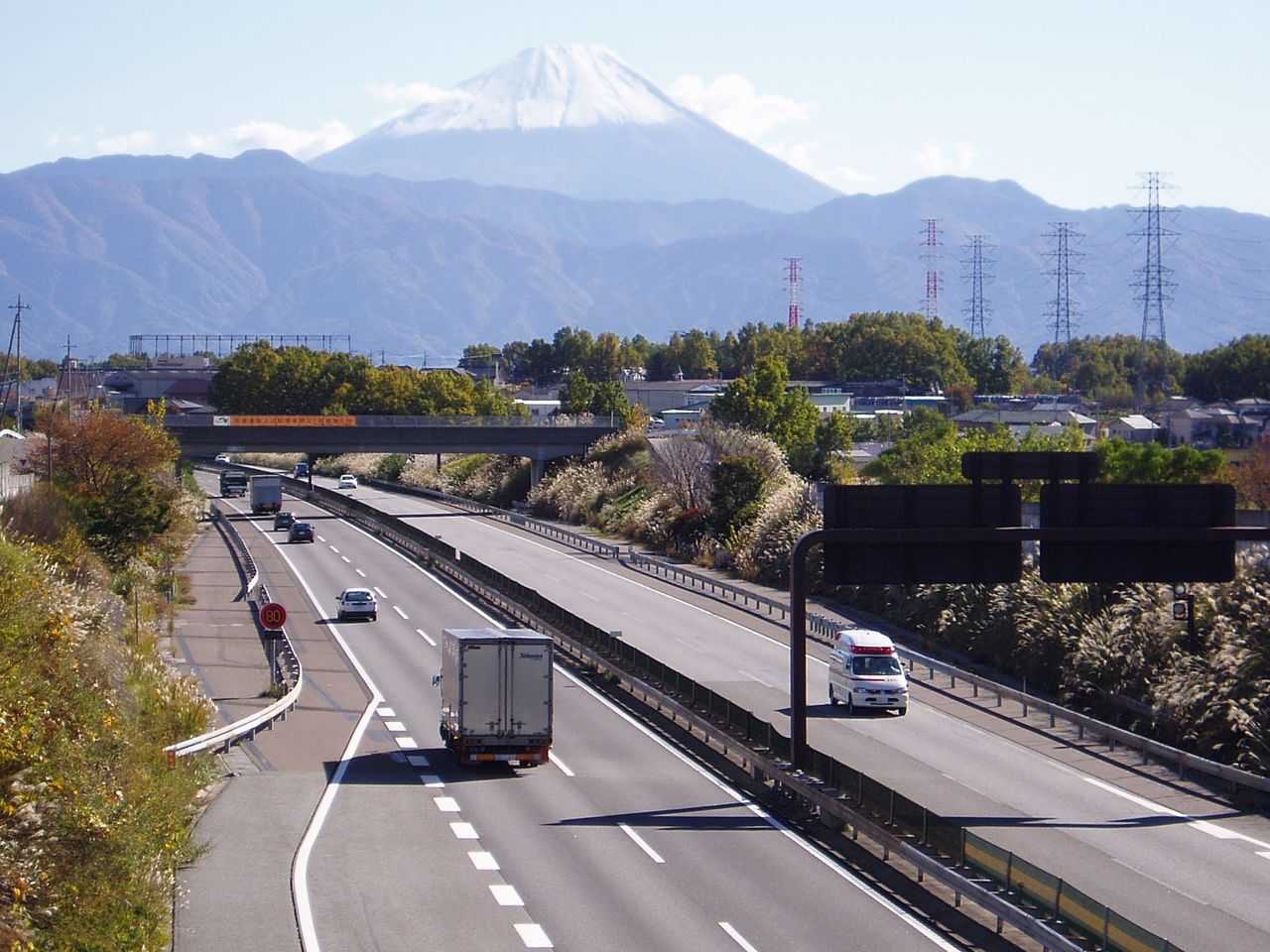
ガードレールが設置されている部分が双葉BSの痕跡

中央道ではJCTの東京寄りに双葉バスストップ (BS) が存在したが、JCT新設に伴い廃止となった。現在も中央道の車線の分岐部分に痕跡が残っている。代替となるBSとして、双葉SA内に双葉東BSが設置されている。

## 隣
E20 中央自動車道
(15) 甲府昭和IC - (15-1) 双葉SA/SIC - (15-2) 双葉JCT - (16) 韮崎IC
E52 中部横断自動車道
(7) 白根IC - (15-2) 双葉JCT